# 力の限りゴーゴゴー!!
『力の限りゴーゴゴー!!』（ちからのかぎりゴーゴゴー）は、1999年10月13日から2002年9月11日までフジテレビ系全国ネットで放送されていた、ネプチューンをメインとした青春ドキュメントバラエティ番組である。正式名称は「NEPTUNE PRESENTS 力の限りゴーゴゴー!! FULLPOWER GOGOGO!!」。略称「ゴーゴゴー」。

## 概要
当時、若者を中心に人気急上昇中で深夜枠でレギュラー番組を持っていた若手お笑いトリオ、ネプチューンをゴールデンタイムのレギュラー司会に大抜擢し、1999年10月13日に水曜19:30からの30分番組としてスタート。
ネプチューンが「青春企画」と呼ばれる一般視聴者の若者の悩みを解決するロケを行い、スタジオではそのVTRをネプチューンとレギュラー出演者・ゲスト1～2名（スペシャルなどは3名以上）が見るという内容である。
毎週、どんな青春企画をやるかの振りの後にその青春企画を担当するネプチューンの3人の中の1人が紹介しVTRが始まる、という流れになっている。どんな青春企画をやるかの振りの担当は、進行の大橋マキアナウンサー（当時フジテレビアナウンサー）が担当していたが、大橋マキが2001年3月をもってフジテレビ退社に伴い降板したため、2001年4月以降は番組の進行・フォロー役を番組終了まで名倉潤と新たにレギュラーに加わった原千晶が務めた。
最初の半年はそれまでこの枠に放送したアニメ枠（『GTO』）と日曜19:30 - 19:58のバラエティ番組枠（『トロイの木馬』）を交換した形で水曜19:30 - 20:00からの30分番組だったが、2000年4月からはそれまで時代劇を編成していた水曜20:00 - 20:54に枠移動・拡大した（2001年4月に19:57 - 20:54に変更）。
2000年8月には番組平均最高視聴率16.3%を記録し、若者を中心に絶大な人気を得ていたが（同年9月にTBS『しあわせ家族計画』を終了に追い込んでいる）、2002年9月11日に『力の限りゴーゴゴー!! ハモネプ3全国大会 2時間スペシャル』として19:00から2時間放送され、最終回は盛大に終了した。同時にハモネプの企画も、この日をもって一旦終了となった。
2002年10月からは、番組内容をほぼ全体的にリニューアル、「ゴーゴゴー!!」のタイトルは残した上で、『力あわせてゴーゴゴー!!』と改題して、半年間放送された。

## 出演者
- メイン司会者
  - ネプチューン（名倉潤・原田泰造・堀内健）
- 30分枠時代
  - 大橋マキ（進行、当時フジテレビアナウンサー）
- 1時間枠時代
  - TIM（レッド吉田・ゴルゴ松本）
  - 原千晶（名倉と共に進行担当）
  - 千秋
  - 酒井彩名
  - 宜保愛子（不定期の宜保のコーナー出演）

ほかゲスト1名 - 2名（スペシャル等、3名以上の時もあり）。

## 青春企画（コーナー）
順番は開始順、通常放送時は30分枠だった最初の半年は1本、1時間枠になった2000年4月 - 番組終了時は2本（3本の時もある）だった。スペシャル時は3本以上が多かったが、番組末期（2002年）スペシャル時は2時間まるごと「ハモネプ」企画1本のみだった。

### ビューティースチューデント
堀内健が依頼した少女のいる高校へ行き、番組へ依頼してきた眼鏡をかけた地味な高校生の少女の（素人）眼鏡を外し、メイクアップして美しく生まれ変わるコーナー。進行役の堀内は、謎の給食おばさん「堀クックドゥ健」に扮し、得意の破天荒ギャグで女子高生達を勇気づけた。一度小泉今日子も収録に参加し、同じく謎の給食おばさんペペロンチーノ小泉に扮していた。1999年 - 2002年のすべての年で長期間続いた青春企画。

### チャリ告
何か理由があり、なかなか好きな女の子に告白できないという応募してきた男性（一般人）を堀内健がチャリンコ（自転車）に乗ってはげますコーナー。応募してきた男性には堀内はオリジナルのニックネームをつけて呼んでいた。タイトルは、「チャリ」はチャリンコの略で「告」は告白の略から来ている。1999年 - 2002年のすべての年で長期間続いた青春企画。

### ふんどし先生
番組では1位、2位を争う人気の青春企画であった。「熱血教員があなたの悩み解決します!!」というキャッチフレーズを持つふんどし先生こと、ふんどしの格好をした原田泰造が各地の中学校へ行き、オリジナル掃除箱の中で中学生（一般人）と一対一となり相談を受ける人気コーナー。2001年8月には神戸市の中学2年生の女の子（当時）の、「小学生の頃から霊が見えてしまい、学校や外に出るのが苦痛になっている」という依頼で宜保愛子が約10年ぶりにテレビ出演し、原田泰造とともに彼女の相談にのった。堀内健、原千晶、酒井彩名で結成した「ゴーゴーゴーストバスターズ」も登場。→しばしの沈黙を破り、あの「宜保愛子」が「ふんどし先生」に登場!! 霊が見えてしまう少女の悩みは解決するのか?（2001年8月8日放送）
ふんどし先生の相棒として「ペス」と名づけられた柴犬が登場した。「ペス」と名づけたのはふんどし先生。2000年から番組終了までは、フジテレビ本社のフジテレビグッズ売り場では「ふんどし先生チョコレート」や「ふんどし先生ストラップ」「ふんどし先生一筆箋」「ふんどし先生手ぬぐい」といったグッズも販売されていた。1999年 - 2002年のすべての年で長期間続いた青春企画。
『ペス』は神奈川県足柄下郡箱根町育ち。本名『チャーミー』（メス）因みに芸能人で最初に抱っこしたのは泰造ではなく『PRINCESS PRINCESS』のドラム富田京子。

### ガテンボーイズ
2000年放送。

### おねだり風呂
10代後半の少女（一般人）が、父親が入浴している間にバスタオル姿で乱入し、混浴しておねだりするコーナー。中には自動車をおねだりする女の子も。名倉潤がその家の他の部屋で家族とともに風呂に設置されたかくしカメラで監視する。父親だけは最後までかくしカメラがあることは知らない。2000年 - 2002年放送。

### ジュノンボーイ部
ふられた彼女を見返したい番組に応募してきた男の子（一般人）を磨き、最終的には雑誌JUNONが主催する「ジュノン・スーパーボーイ・コンテスト」で優勝を目指すという企画。部長は原田泰造、コーチは千秋。メンバーの中には素人時代の青木隆治も居た。2000年 - 2001年放送。

### 原田俳優塾
年をとっていても本気で演技をしてみたい、ドラマに出たいという老人を原田泰造が指導する企画。2001年 - 2002年放送。

### スターびっくり秘訪問
2001年 - 2002年放送。

### ゴルゴの日本「命」制覇
TIMのゴルゴ松本が応募してきたゴルゴ好きの全国各地の人に「命」の形をやってもらうコーナー。応募してきた人はゴルゴがいつ来るか知らされておらず、どんな時でもゴルゴがきたら「命」の形をしなくてはならない。2001年 - 2002年放送、全6回で終了。結局、全国制覇できずにひっそりと終了した。番組後期のコーナー。

### ハモネプ
番組末期の看板コーナー。一時期（2002年春～夏頃）、1時間枠の通常放送時でも数週間、これ1本のみだった時もあった。詳しくはハモネプ参照。2001年 - 2002年最終回放送。

## ネット局
| 放送対象地域   | 放送局             | 系列                                         | 放送日時                                                  | ネット状況 | 脚注 |
| -------------- | ------------------ | -------------------------------------------- | --------------------------------------------------------- | ---------- | ---- |
| 関東広域圏     | フジテレビ         | フジテレビ系列                               | 水曜19:30 - 20:00 ↓ 水曜20:00 - 20:54 ↓ 水曜19:57 - 20:54 | 制作局     |      |
| 北海道         | 北海道文化放送     | フジテレビ系列                               | 水曜19:30 - 20:00 ↓ 水曜20:00 - 20:54 ↓ 水曜19:57 - 20:54 | 同時ネット |      |
| 岩手県         | 岩手めんこいテレビ | フジテレビ系列                               | 水曜19:30 - 20:00 ↓ 水曜20:00 - 20:54 ↓ 水曜19:57 - 20:54 | 同時ネット |      |
| 宮城県         | 仙台放送           | フジテレビ系列                               | 水曜19:30 - 20:00 ↓ 水曜20:00 - 20:54 ↓ 水曜19:57 - 20:54 | 同時ネット |      |
| 秋田県         | 秋田テレビ         | フジテレビ系列                               | 水曜19:30 - 20:00 ↓ 水曜20:00 - 20:54 ↓ 水曜19:57 - 20:54 | 同時ネット |      |
| 山形県         | さくらんぼテレビ   | フジテレビ系列                               | 水曜19:30 - 20:00 ↓ 水曜20:00 - 20:54 ↓ 水曜19:57 - 20:54 | 同時ネット |      |
| 福島県         | 福島テレビ         | フジテレビ系列                               | 水曜19:30 - 20:00 ↓ 水曜20:00 - 20:54 ↓ 水曜19:57 - 20:54 | 同時ネット |      |
| 新潟県         | 新潟総合テレビ     | フジテレビ系列                               | 水曜19:30 - 20:00 ↓ 水曜20:00 - 20:54 ↓ 水曜19:57 - 20:54 | 同時ネット |      |
| 長野県         | 長野放送           | フジテレビ系列                               | 水曜19:30 - 20:00 ↓ 水曜20:00 - 20:54 ↓ 水曜19:57 - 20:54 | 同時ネット |      |
| 静岡県         | テレビ静岡         | フジテレビ系列                               | 水曜19:30 - 20:00 ↓ 水曜20:00 - 20:54 ↓ 水曜19:57 - 20:54 | 同時ネット |      |
| 中京広域圏     | 東海テレビ         | フジテレビ系列                               | 水曜19:30 - 20:00 ↓ 水曜20:00 - 20:54 ↓ 水曜19:57 - 20:54 | 同時ネット |      |
| 富山県         | 富山テレビ         | フジテレビ系列                               | 水曜19:30 - 20:00 ↓ 水曜20:00 - 20:54 ↓ 水曜19:57 - 20:54 | 同時ネット |      |
| 石川県         | 石川テレビ         | フジテレビ系列                               | 水曜19:30 - 20:00 ↓ 水曜20:00 - 20:54 ↓ 水曜19:57 - 20:54 | 同時ネット |      |
| 福井県         | 福井テレビ         | フジテレビ系列                               | 水曜19:30 - 20:00 ↓ 水曜20:00 - 20:54 ↓ 水曜19:57 - 20:54 | 同時ネット |      |
| 近畿広域圏     | 関西テレビ         | フジテレビ系列                               | 水曜19:30 - 20:00 ↓ 水曜20:00 - 20:54 ↓ 水曜19:57 - 20:54 | 同時ネット |      |
| 島根県・鳥取県 | 山陰中央テレビ     | フジテレビ系列                               | 水曜19:30 - 20:00 ↓ 水曜20:00 - 20:54 ↓ 水曜19:57 - 20:54 | 同時ネット |      |
| 岡山県・香川県 | 岡山放送           | フジテレビ系列                               | 水曜19:30 - 20:00 ↓ 水曜20:00 - 20:54 ↓ 水曜19:57 - 20:54 | 同時ネット |      |
| 広島県         | テレビ新広島       | フジテレビ系列                               | 水曜19:30 - 20:00 ↓ 水曜20:00 - 20:54 ↓ 水曜19:57 - 20:54 | 同時ネット |      |
| 愛媛県         | テレビ愛媛         | フジテレビ系列                               | 水曜19:30 - 20:00 ↓ 水曜20:00 - 20:54 ↓ 水曜19:57 - 20:54 | 同時ネット |      |
| 高知県         | 高知さんさんテレビ | フジテレビ系列                               | 水曜19:30 - 20:00 ↓ 水曜20:00 - 20:54 ↓ 水曜19:57 - 20:54 | 同時ネット |      |
| 福岡県         | テレビ西日本       | フジテレビ系列                               | 水曜19:30 - 20:00 ↓ 水曜20:00 - 20:54 ↓ 水曜19:57 - 20:54 | 同時ネット |      |
| 佐賀県         | サガテレビ         | フジテレビ系列                               | 水曜19:30 - 20:00 ↓ 水曜20:00 - 20:54 ↓ 水曜19:57 - 20:54 | 同時ネット |      |
| 長崎県         | テレビ長崎         | フジテレビ系列                               | 水曜19:30 - 20:00 ↓ 水曜20:00 - 20:54 ↓ 水曜19:57 - 20:54 | 同時ネット |      |
| 熊本県         | テレビくまもと     | フジテレビ系列                               | 水曜19:30 - 20:00 ↓ 水曜20:00 - 20:54 ↓ 水曜19:57 - 20:54 | 同時ネット |      |
| 宮崎県         | テレビ宮崎         | フジテレビ系列 日本テレビ系列 テレビ朝日系列 | 水曜19:30 - 20:00 ↓ 水曜20:00 - 20:54 ↓ 水曜19:57 - 20:54 | 同時ネット |      |
| 鹿児島県       | 鹿児島テレビ       | フジテレビ系列                               | 水曜19:30 - 20:00 ↓ 水曜20:00 - 20:54 ↓ 水曜19:57 - 20:54 | 同時ネット |      |
| 沖縄県         | 沖縄テレビ         | フジテレビ系列                               | 水曜19:30 - 20:00 ↓ 水曜20:00 - 20:54 ↓ 水曜19:57 - 20:54 | 同時ネット |      |

## スタッフ
- 構成：鈴木しゅんじ（萩本企画）、伊東雅司（オズマ）、渡辺哲夫、松井洋介、柏田眞志（浅井企画）、とちぼり元、堀江利幸、福原フトシ（クリア）、渡辺真也、笹川勇、小野寺雅之（古舘プロジェクト）、北本かつら、西田哲也、小笠原英樹
- 監修：玉井貴代志（スタッフ東京）
- 美術制作：小須田和彦（フジテレビ）
- デザイン：吉田強
- 美術進行：林勇
- 大道具：西村幸也
- 装飾：岡田寿也
- 電飾：久光義紀、菰原大裕
- 視覚効果：飯塚生臣
- アクリル装飾：北神窓夏
- 持道具：小林加代子、山本健史
- 衣裳：寺田泉、望月結花
- メイク：東まり子
- かつら：矢津田一寛
- CG：岩下みどり（ケネックジャパン）
- タイトル：佐々木千代乃
- アニメーション：森山ヒロカズ
- マルチスクリーン：田中誠之（インターナショナルクリエイティブ）
- SW：河西純、藤本敏行
- 映像：斉藤雄一、原啓教
- カメラ：横山政照、谷古宇利勝
- 音声：片山勇
- 照明：穴田建二、本沢啓史
- TK：山口奈保美
- 編集：轟禎治（D-Craft）、岩崎秀徳、浜野元久
- MA：長田浩幸
- 音響効果：志田博英・高田智彰（3×7）
- ナレーション：平井誠一
- 技術協力：ニユーテレス、FLT、共同テレビジョン、IMAGICA、ビデオスクエア
- 制作協力：日本テレワーク、IVSテレビ制作、D:COMPLEX / 渡辺プロダクション（前期） → ワタナベエンターテインメント（中 - 後期）
- 編成：鈴木専哉・熊谷剛（フジテレビ）
- 広報：矢崎かおり・釜萢太郎（フジテレビ）
- ロケプロデューサー：簾畑健治（日本テレワーク）、西村薫（IVSテレビ制作）、児玉佐知子・岡庭幸代（日本テレワーク）、竹見亮子・武政美樹（IVSテレビ制作）、栗林謙
- ディレクター：伊藤征章（フジテレビ）、武島義之・大錦玄孝（日本テレワーク）、島田勇夫、嶋田武史（オフィスぼくら）、太田茂憲（IVSテレビ制作）、柳井誠也・長嶺望（D:COMPLEX）、村上俊教（日本テレワーク）、中村秀樹・小林淳一・中澤智有（IVSテレビ制作）、北村要、原武範（アズバーズ）
- スーパーバイザー：星野淳一郎（Bitz）
- AP：小野謙吾
- AP（前 - 中期） → プロデューサー（末期）：朝妻一（フジテレビ）
- プロデューサー：古賀憲一（日本テレワーク）、長尾忠彦（IVSテレビ制作）、西雅史（D:COMPLEX）、藤原賢治・帽田基資（ワタナベデジタルメディアコミュニケーションズ）、高橋正秀（フジテレビ）
- 演出：宮道治朗（フジテレビ） / 石川陽（日本テレワーク）、福浦与一（IVSテレビ制作）
- プロデュース（前 - 中期） → チーフプロデューサー（後期）：吉田正樹
- 制作：フジテレビ制作センター
- 制作著作：フジテレビ